# Света Варвара (Пулево)
„Света Варвара“ (на гръцки: Ιερά Μονή Αγίας Βαρβάρας) е православен женски манастир във валовищкото село Пулево (Термопиги), Егейска Македония, Гърция, част от Валовищката епархия. Манастирът е на 7 km северно от град Валовища (Сидирокастро). В манастира има горещ извор (аязмо), който вече не извира.